# هيلين كلاريسا مورغان
هيلين كلاريسا مورغان (بالإنجليزية: Helen Clarissa Morgan)‏ هي عالمة لغوية كلاسيكية وأستاذة جامعية أمريكية، ولدت في 25 فبراير 1845 في ماسونفيل في الولايات المتحدة، وتوفيت في 21 مايو 1914 في أوبرلين في الولايات المتحدة.